# Université au Sénégal

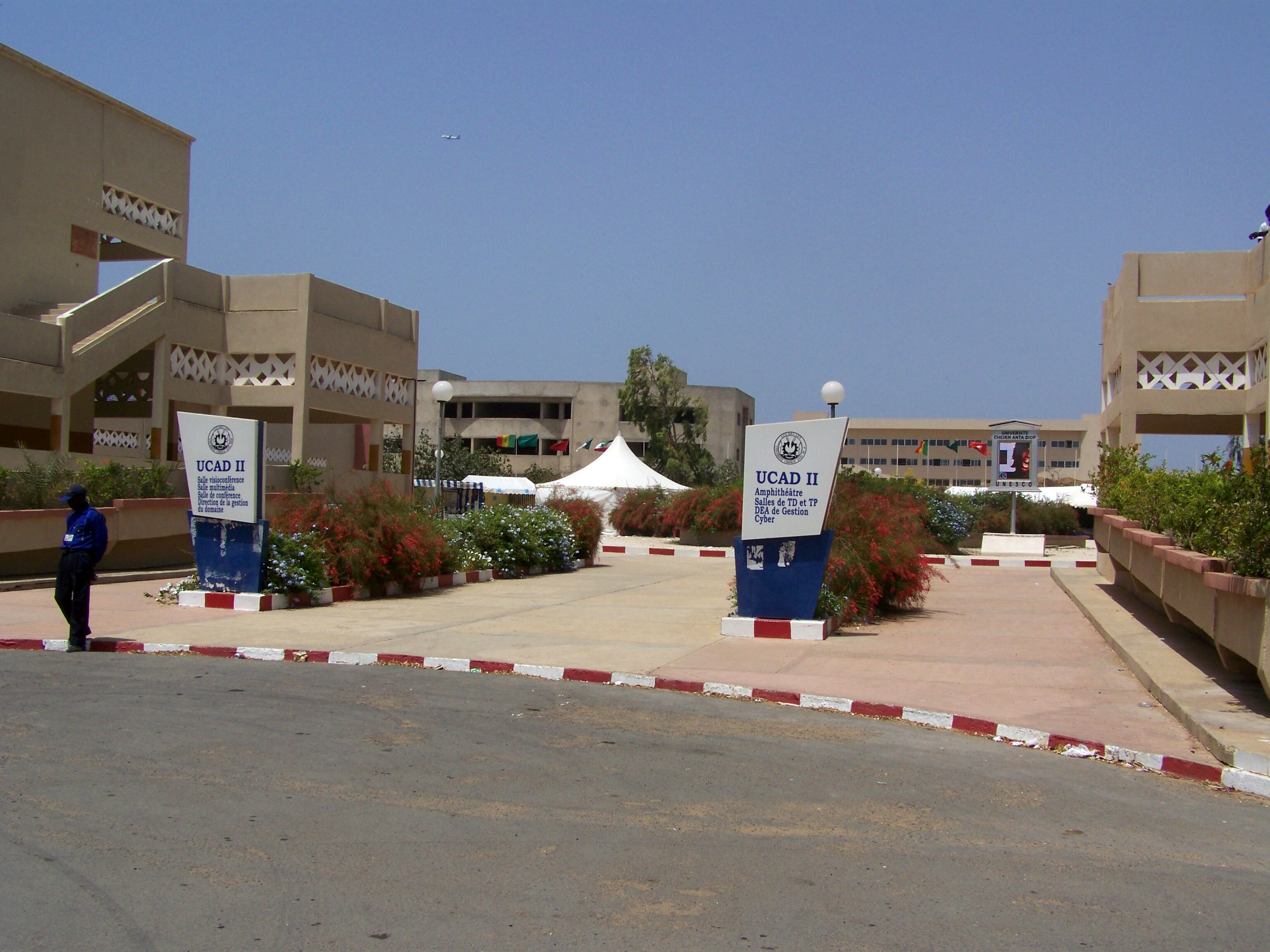
Vue de l'université de Dakar UCAD 2.

Les universités du Sénégal sont établies dans la capitale Dakar depuis 1957 et dans plusieurs villes du pays. Les établissements d’enseignement supérieur publics sont en outre constitués de divers instituts et de l’école polytechnique de Thiès.

## Universités publiques
- UCAD : Université Cheikh-Anta-Diop,  fondée en 1957.
- UGB : Université Gaston-Berger, à Saint-Louis, fondée en 1990
- UADB : Université Alioune Diop de Bambey, fondée en 2007
- UIDT : Université Iba-Der-Thiam de Thiès, fondée en 2007
- UASZ : Université Assane-Seck de Ziguinchor, fondée en 2007
- UVS : Université virtuelle du Sénégal, depuis 2013
- USSEIN : Université du Sine Saloum El Hadji Ibrahima Niass
- UAM : Université Amadou-Mahtar-M'Bow, à Diamniadio, inaugurée en 2022[2]
- USO : Université du Sénégal Oriental, à Tambacounda, ouverture en octobre 2026.

## Universités privées
Cette section dresse une liste non exhaustive des universités privées : 
- Université Amadou Hampaté Bâ
- Université Dakar-Bourguiba
- Université du Sahel
- Université catholique de l'Afrique de l'Ouest
- Université Kocc Barma
- Université El Hadji Ibrahima Niass
- École supérieure de science, de technologie et de management[3]
- Institut supérieur de management (ISM)

## Reconnaissance des diplômes
L'évaluation de la qualité des programmes des établissements d'enseignement supérieur est assurée par l'Autorité nationale d'assurance qualité de l'enseignement supérieur (ANAQ-Sup).
En juillet 2025, le ministre de l'Enseignement supérieur Abdourahmane Diouf décompte 298 établissements privés et déclare que près de la moitié de ces établissements n'ont aucune habilitation à décerner des diplômes (et donc que les diplômes décernés par ces institutions ne sont pas reconnus par l'État).
Aucun établissement d'enseignement privé n'a réussi à obtenir l'habilitation à décerner le titre de docteur (à l'exception des spécialités de médecine, pharmacie et chirurgie dentaire).